# 호랑버들
호랑버들은 버드나무과에 딸린, 잎 지는 넓은잎나무이다. 큰키나무나 떨기나무로 자란다. 아시아 온대 지역과 유럽 전역에 분포한다.

## 생태
잎은 어긋나며, 잎 뒤에 털이 있다. 암수딴그루로 5월에 잎보다 꽃이 먼저 핀다. 열매는 6월에 익으며, 씨는 아래에 솜털이 조금 있다. 한국에서는 전 지역에서 자라며, 주로 축축한 산기슭에서 산다. 꽃은 벌을 치면서 꿀의 원천으로 쓸 수 있으며, 줄기를 공예품의 재료로 쓴다.

## 사진

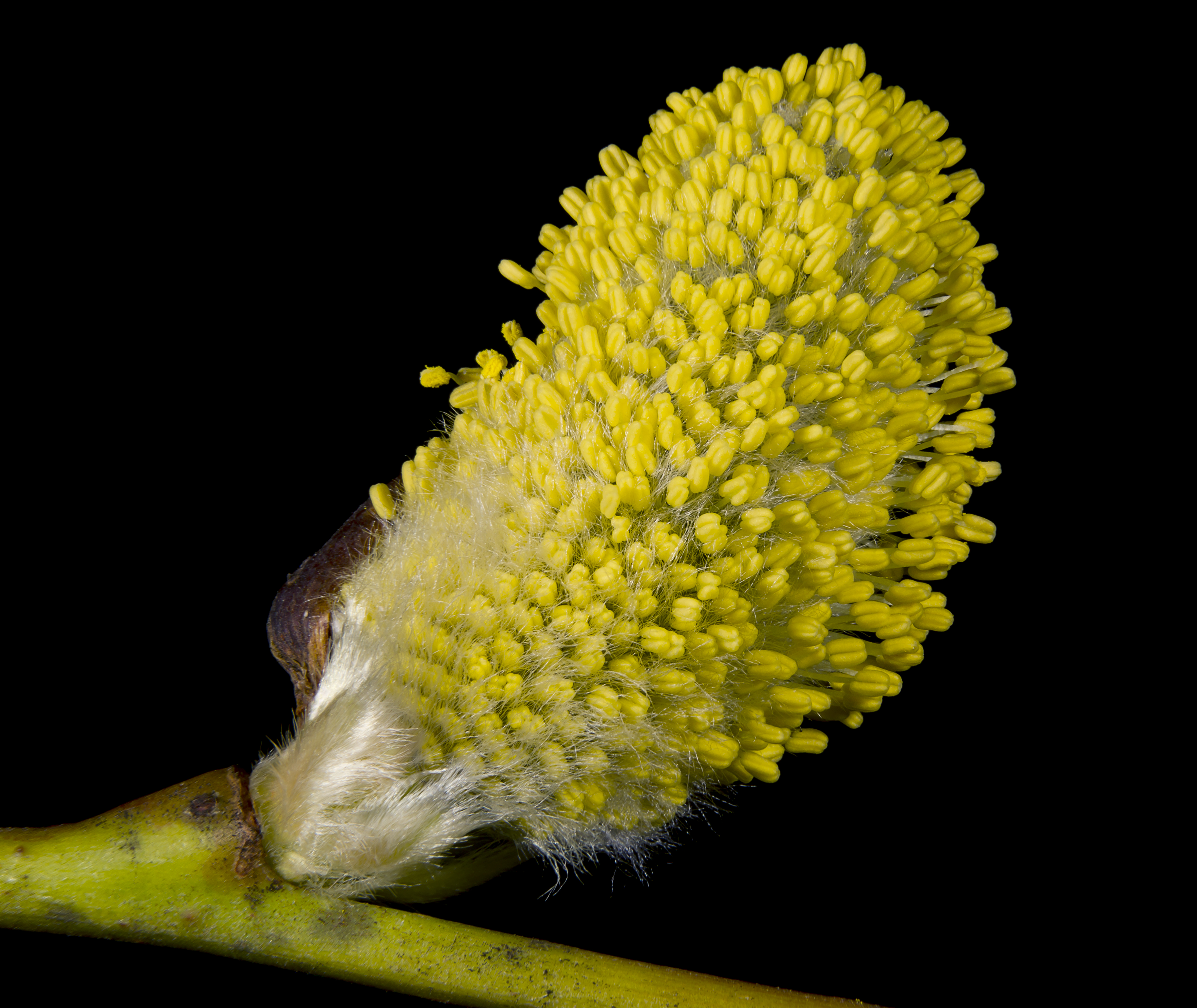
꽃
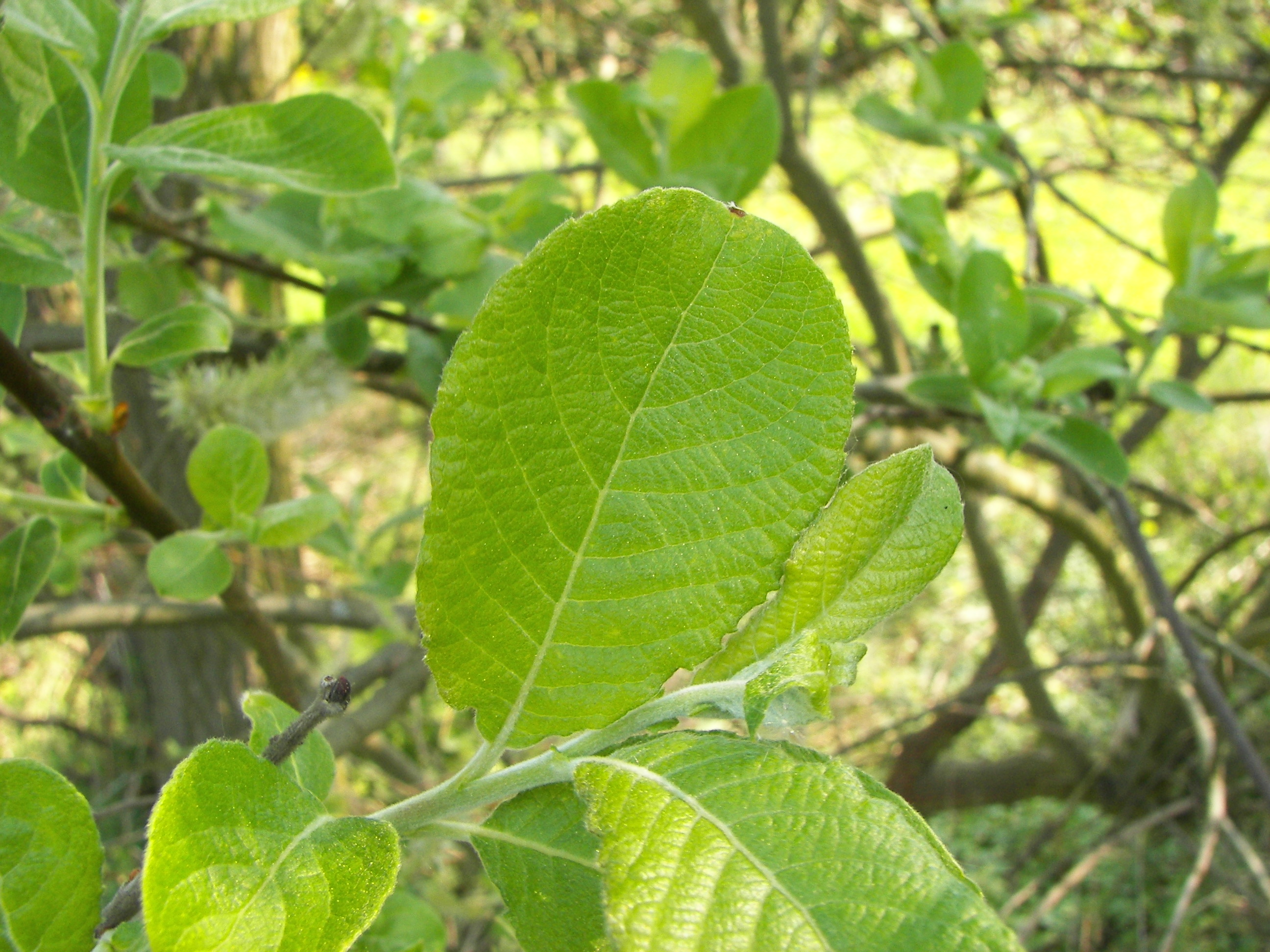
잎
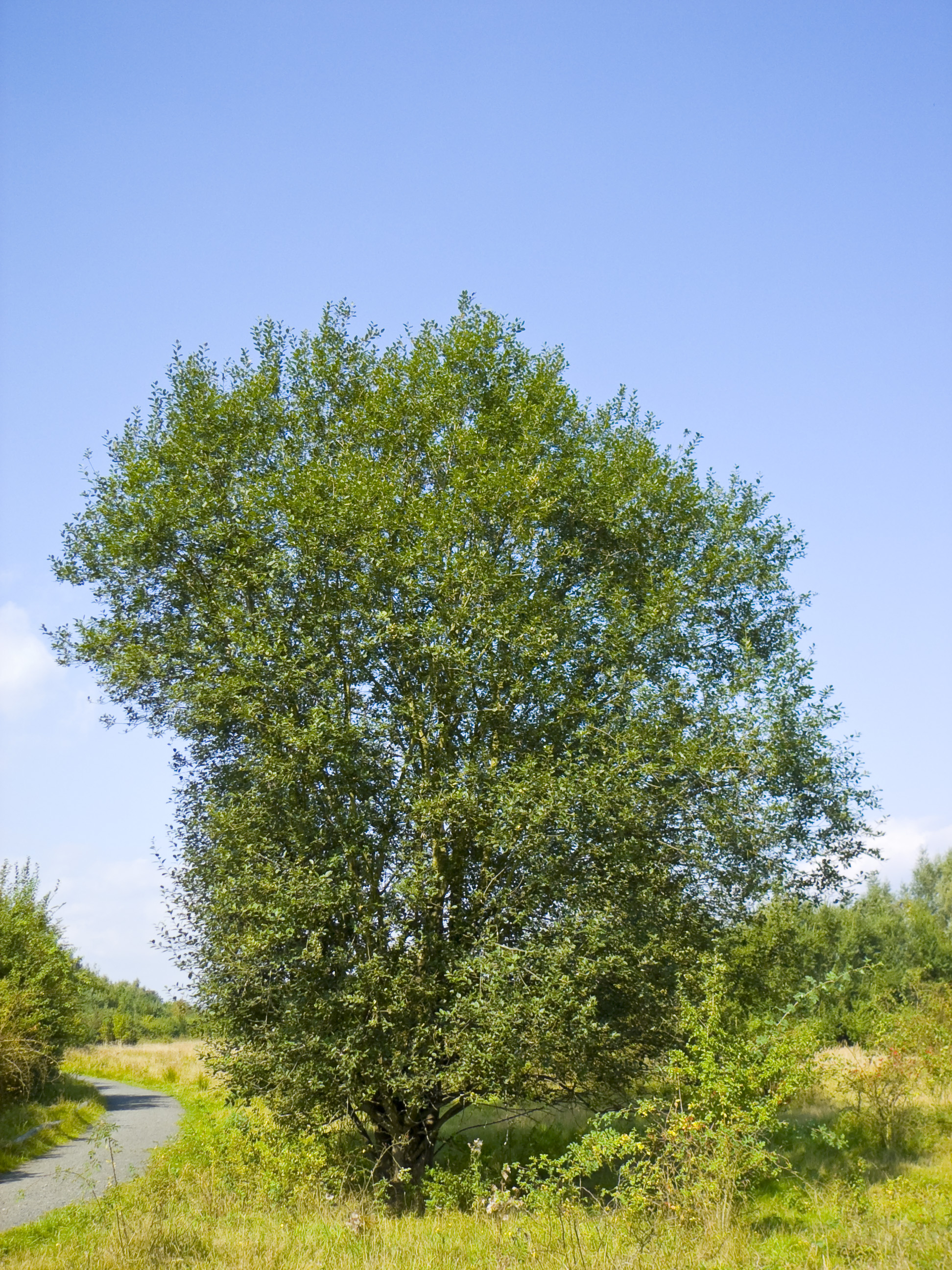
큰키나무로 자란 모습
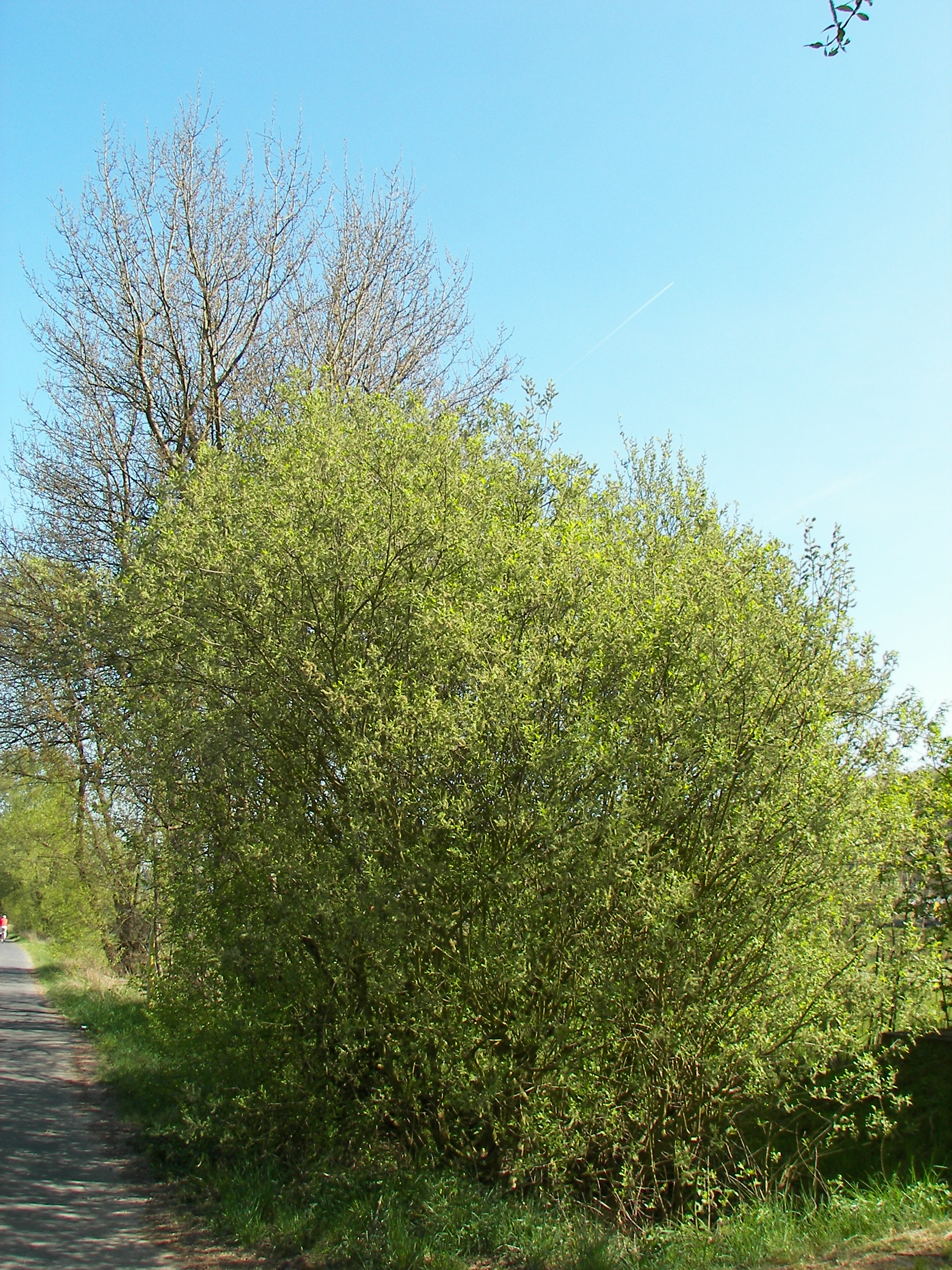
떨기나무로 자란 모습
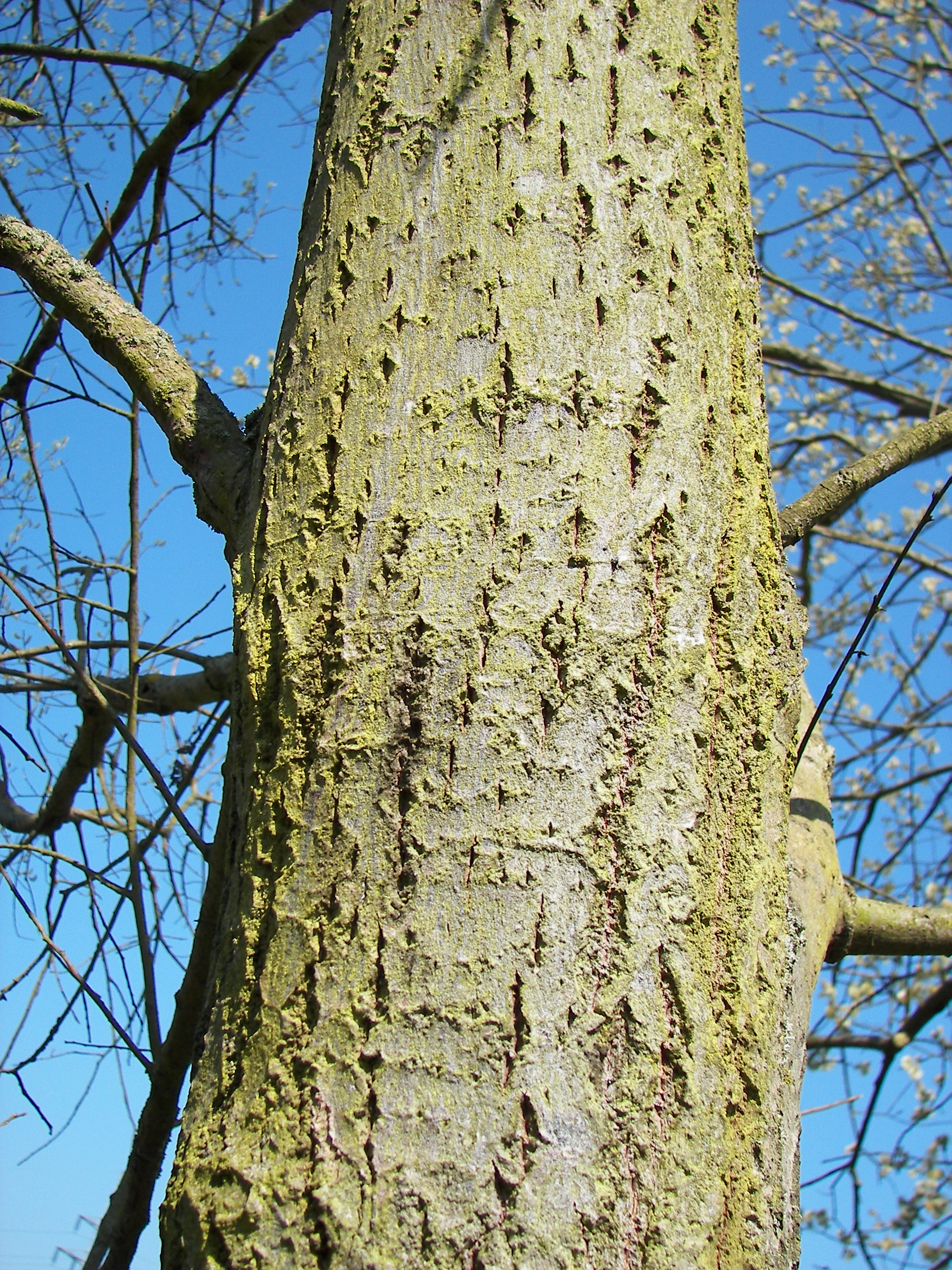
줄기